# Fried. Filler Maschinenfabrik

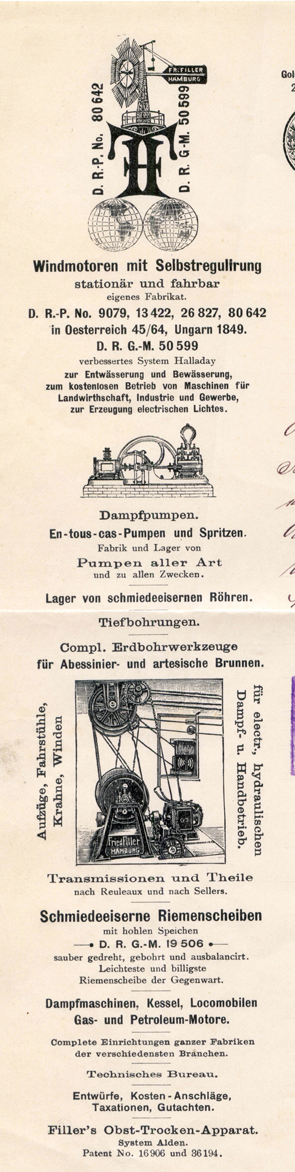
Briefkopf der Fa. Fried. Filler von 1897

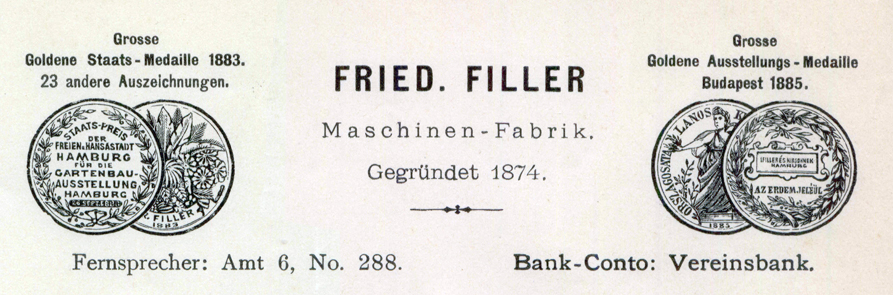
Auszeichnungen der Fa. Fried. Filler 1883 und 1885

Die Fried. Filler Maschinenfabrik wurde 1874 von Ingenieur Friedrich Filler gegründet. Ihr Standort befand sich in Hamburg-Eimsbüttel, Pinneberger Weg 11/12. Aus ihr ging später die Eimsbütteler Maschinenfabrik hervor. 

## Geschichte
Die Fabrikanlage des auch als Metallwaarenfabrik Fr. Filler oder als Friedr. Filler & Hinsch Maschinenfabrik (Pinneberger Weg 10/12) genannten Unternehmens war von dem Architekten Ed. Hoppmann (1849–1902) entworfen worden.

## Produktpalette
Die Maschinen-Fabrik stellte unter anderem fahrbare und stationäre Windmotoren, Dampf- und andere Pumpen, Dampfmaschinen und -Kessel, Lokomobile, Gas- und Petroleum-Motoren, Magnetapparate, Erdbohrwerkzeuge, Elevatoren, Krane, Aufzüge, Förderanlagen, Transmissionen, Malzentkeimungs-, Malzpolier- und Schrotmühlenanlagen, Obst-Trockenapparate, bis hin zu kompletten Fabrik-Einrichtungen verschiedener Branchen her.
Handwinden für meteorologische Drachen wurden ebenfalls gefertigt. Auch während der Forschungsreise der S.M.S Planet 1906/07 war eine Seilwinde für Drachenaufstiege der Fa. Fried. Filler im Einsatz.

## Ehrungen
- Staatspreis der freien Hansestadt Hamburg für die Gartenbauausstellung Hamburg 1883
- Große Ausstellungs-Medaille Budapest 1885